# Savoia S.13
Savoia S.13 eller även känd under beteckningen SIAI S.13 var en italiensk flygbåt framtagen för flygspaning.
Flygbåten var dubbeldäckad med en motor som var placerad mellan över- och undervingen. Motorn drev en skjutande träpropeller. Kroppen var utformad som en flytkropp eller båt och under yttervingarna fanns små stödflottörer. Monterad ovanför nosen satt ibland en fast monterad kulspruta m/22. Piloten och spanaren satt i en öppen förarkabin bredvid varandra framför vingmontaget. Flygbåten skänktes till Marinens flygväsende i november 1919 av italienska regeringen och gavs beteckningen Nr 42. Flygbåten lämnades över tillsammans med en Macchi M.8 av Italiens marinattaché kapten Gravina till den svenska representanten för marinens flygväsende kapten TWM Lübeck vid en ceremoni 9 november 1919. Flygbåten blev populär inom flygväsendet, och i december 1919 beställde sjöförsvarsdepartimentet ytterligare tre flygbåtar från SIAI. I juni 1920 leveransflögs de från Italien. Endast en av flygbåtarna klarade hemflygningen utan missöden. En flygbåt havererade före överlämnandet medan en tvingades nödlanda på vägen. De skadades svårt och fick ersättas av nya flygbåtar från Italien. De tre nylevererade flygbåtarna gavs numren 43-45. Natten till den 6 augusti 1921 drabbades Galärvarvet av brand och i samband därmed skadades samtliga Savoia flygbåtar. Värre var att samtidigt förstördes samtliga reservdelar till flygbåtarna och deras tjänst inom flygväsende blev därmed inte långlivad. 
När Italien första gången deltog i tävlingen om Schneidertrofén 1919, representerades det av en Savoia S.13 som flögs av Guido Janello. På grund av dimma och dåligt väder lyckades ingen pilot vinna 1919 års tävling. Janello var den ende pilot som lyckades fullfölja hela banan, men han blev diskvalificerad eftersom han missat att runda en av de officiella båtar som markerade banan. Chefen för SAIA Lorenzo Santoni protesterade och menade att felet berodde på dålig organisation av tävlingsledningen som inte förbjöd privata båtar runt banan samt att startordning och information om regler saknades. Janello erbjöds att flyga om sitt sista varv, men under flygningen tog bränslet slut och tävlingen slutade utan någon vinnare. Trots detta blev det ändå Italien som fick arrangera 1920 års Schneider Trophy.

## Savoia S.13 i Marinens flygväsende
- Nr 42 december 1919 - januari 1924, kasserad
- Nr 43 juni 1920 - januari 1924, kasserad
- Nr 44 juni 1920 - december 1922, haveri
- Nr 45 september 1920 - augusti 1921, hangarbrand